# Ruprechtia standleyana
Ruprechtia standleyana är en slideväxtart som beskrevs av Cocucci. Ruprechtia standleyana ingår i släktet Ruprechtia och familjen slideväxter. Inga underarter finns listade i Catalogue of Life.